# Thourout
Thourout (Torhout en néerlandais, Toeroet en flamand occidental) est une ville néerlandophone de Belgique située en Région flamande dans la province de Flandre-Occidentale. Elle compte environ 20 000 habitants.

## Histoire
Thourout est mentionnée en 630 dans l'œuvre Vita Bavonis de l'écrivain Einhart. Au début du Moyen Âge, le lieu fut la capitale d'un pagus franc, puis fut annexé par le pagus d'un comte de Bruges.

## Toponymie

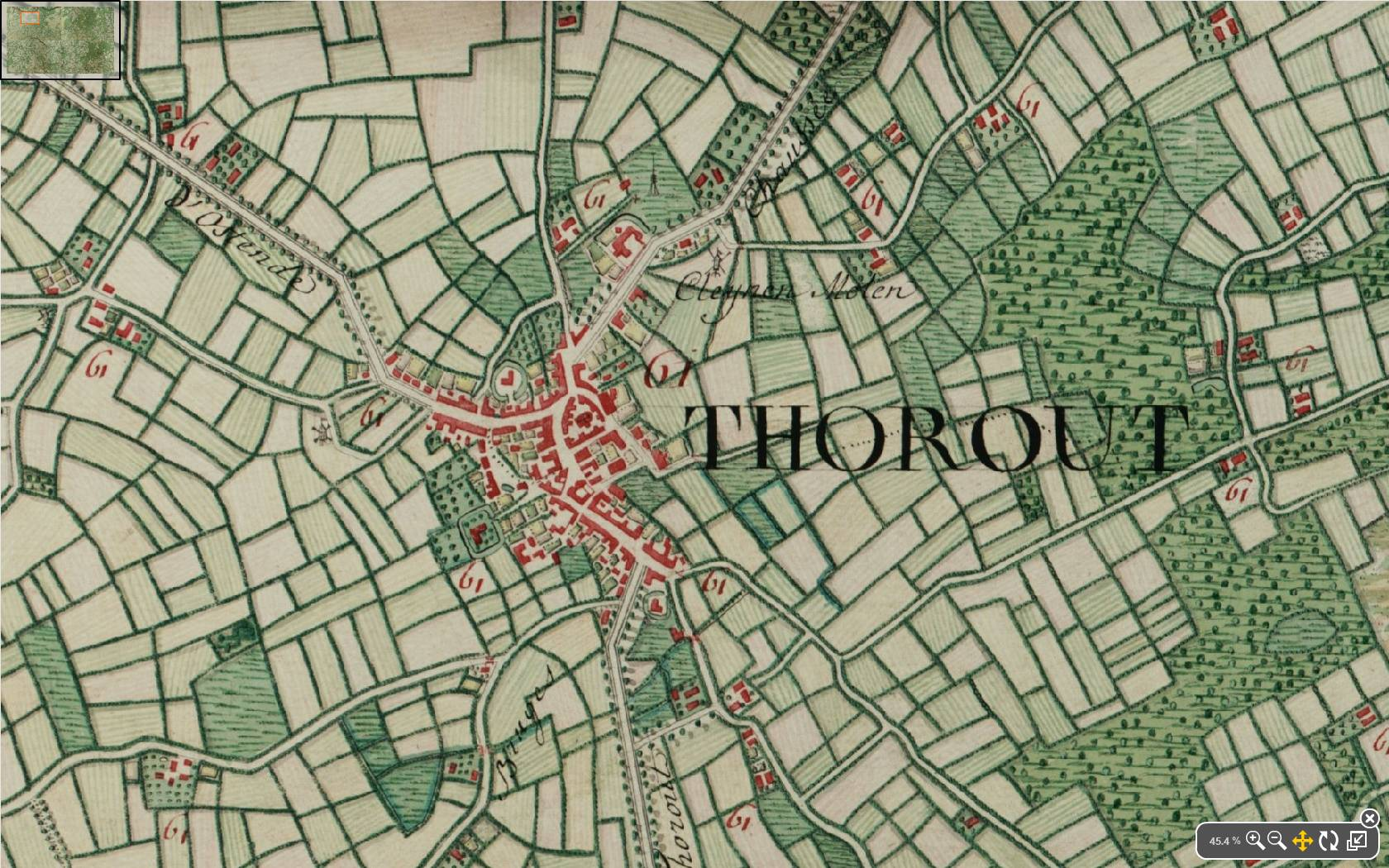
Thourout sur la carte de Ferraris en 1775.

Le nom en français est Thourout,, et celui en néerlandais est Torhout,. Selon Karel De Flou (nl), le nom de la ville aurait évolué à partir du nom germanique Thorwald. D'autres l'expliquent comme une composition des mots Thuro et holt, ce dernier signifiant forêt. Jozef Van Loon y voit le mot torre, qui veut dire tour en flamand occidental.

## Quartiers et villages
Thourout ne comprend qu’une seule section de commune, mais compte plusieurs petits villages, comme Wynendaele et Sint-Henricus. Sint-Henricus se situe sur la route entre Kortemark et Lichtervelde, et est plus proche de ces deux agglomérations que du centre de Thourout. En bordure de Thourout-centre se trouvent les paroisses de De Driekoningen et Don Bosco.
| #   | Nom             | superficie | Population |
| --- | --------------- | ---------- | ---------- |
| I   | Thourout        |            |            |
| II  | Wynendaele      |            |            |
| III | Sint-Henricus   |            |            |
| IV  | De Driekoningen |            |            |
| V   | Don Bosco       |            |            |

La commune de Thourout est limitrophe des sections et communes suivantes :
- a. Aertrycke (commune de Zedelghem)
- b. Veldegem (commune de Zedelghem)
- c. Ruddervoorde (quartier de Baliebrugge) (commune d'Oostkamp)
- d. Lichtervelde (commune de Lichtervelde)
- e. Gits (commune de Hooglede)
- f. Cortemarck (commune de Cortemarck)
- g. Ichteghem (commune d’Ichteghem).

Localités de Thourout et sections voisines. Les zones en jaune représentent les agglomérations.

## Héraldique
|  | La commune possède des armoiries qui lui ont été octroyées le 10 novembre 1819 et changées le 25 janvier 1842 et confirmées le 13 octobre 1993 mais avec une couronne différente. Le sceau le plus ancien de la ville de Torhout date de la fin du XIIIe siècle et montre une tour en tant qu'élément meuble (Tor = tour), avec une fleur de lys et une balle. Un deuxième sceau, connu depuis 1302, montre la tour entre deux arbres, qui sont aussi inclinés (hout = bois). Un troisième sceau, datant de 1369, présente une composition complètement différente, avec deux clés flanquées de deux branches de chêne et d'un oiseau. Le dernier sceau de la ville, connu depuis 1557, combine les éléments, montrant une tour flanquée de deux clés. Cette idée a également été utilisée au début du XIXe siècle lorsque les armoiries ont été accordées. La tour était désormais flanquée à la fois des arbres des sceaux plus anciens et des clés du sceau plus récent. La signification des clés n'est pas connue. Les premières armoiries ont été montrées aux couleurs nationales néerlandaises, comme en 1813 le maire a introduit la demande sans indiquer les couleurs. Les armoiries ont donc été attribuées aux couleurs nationales. Lorsque les armoiries ont été confirmées après l'indépendance de la Belgique, les couleurs ont été changées. En 1993, une couronne murale a été ajoutée pour indiquer que Torhout est une ville historique. Blasonnement : D'argent à un château tour de sable entre deux arbres de sinople, le tout placé sur un sol meuble du même et accompagné de deux clefs de sable détournées. Le bouclier surmonté d'une couronne de ville avec cinq tours d'or.(Traduction libre) Source du blasonnement : Heraldy of the World. |

## Démographie

### Évolution démographique
Évolution du chiffre de la population
- Source : DGS, de 1831 à 1981 = recensements population ; à partir de 1990 = nombre d'habitants chaque 1er janvier[6].

## Patrimoine civil et religieux
- Ancienne abbaye de Thourout
- Thourout possède une église romane Saint-Pierre (Sint-Pietersbandenkerk), qui a été restaurée selon les plans du XIIe siècle après les bombardements de la Seconde Guerre mondiale.
- L'hôtel de ville, dans un style baroque allemand, a été bâti en 1713.
- Entre Thourout et Ostende, la Groene 62, une ancienne ligne de chemin de fer, forme actuellement un espace naturel, cyclable, et de promenade.
- Le château et le bois de Wynendaele, en bordure du centre de Thourout. Marie de Bourgogne succomba des suites d'une chute à cheval survenue dans ce bois lors d'une partie de fauconnerie. Dans le château se tinrent le 25 mai 1940 les discussions entre le roi Léopold III de Belgique et ses ministres qui débouchèrent après la guerre sur la question royale.
- Le château d'Aertrycke.

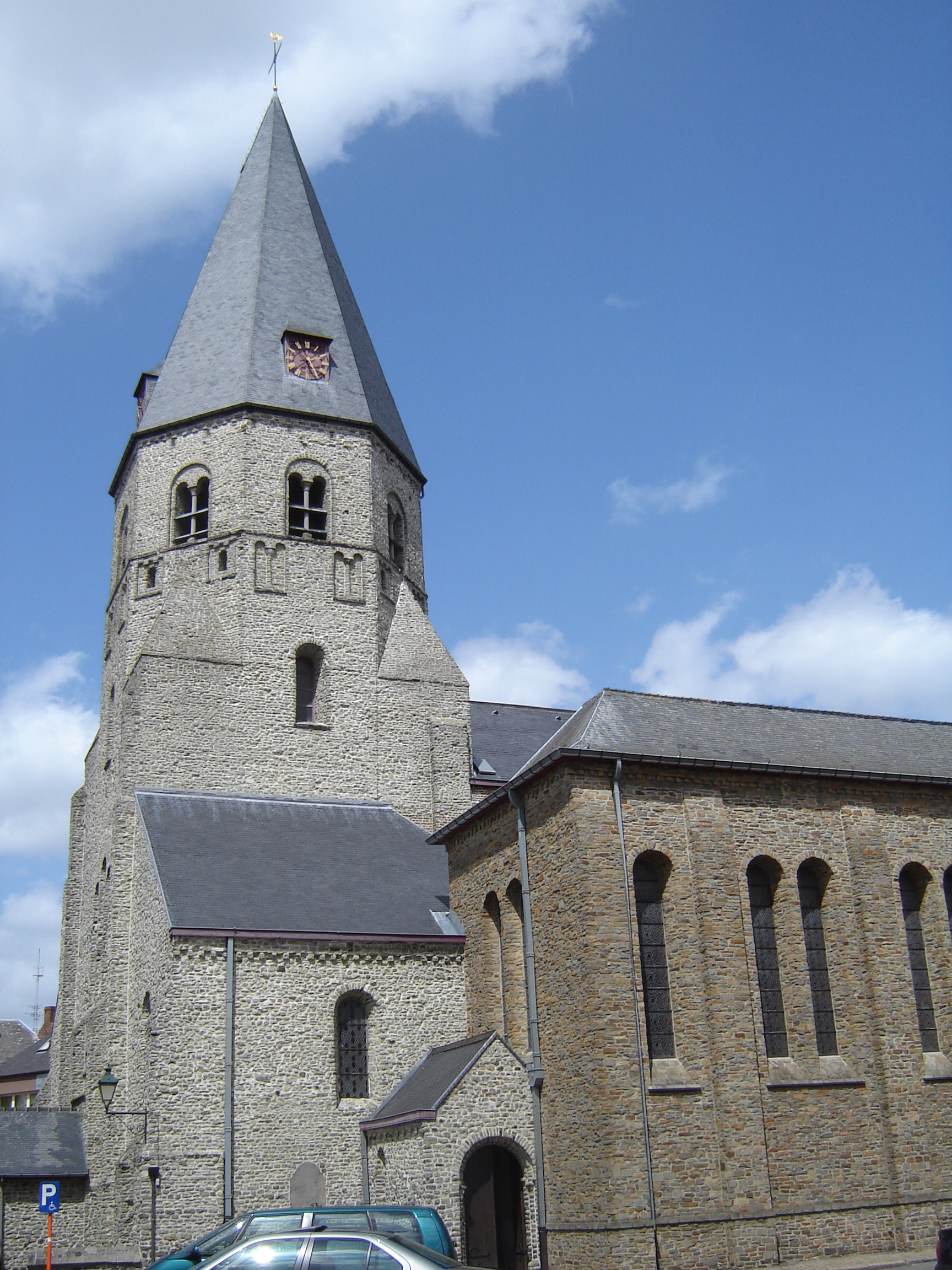
L’église Saint-Pierre.
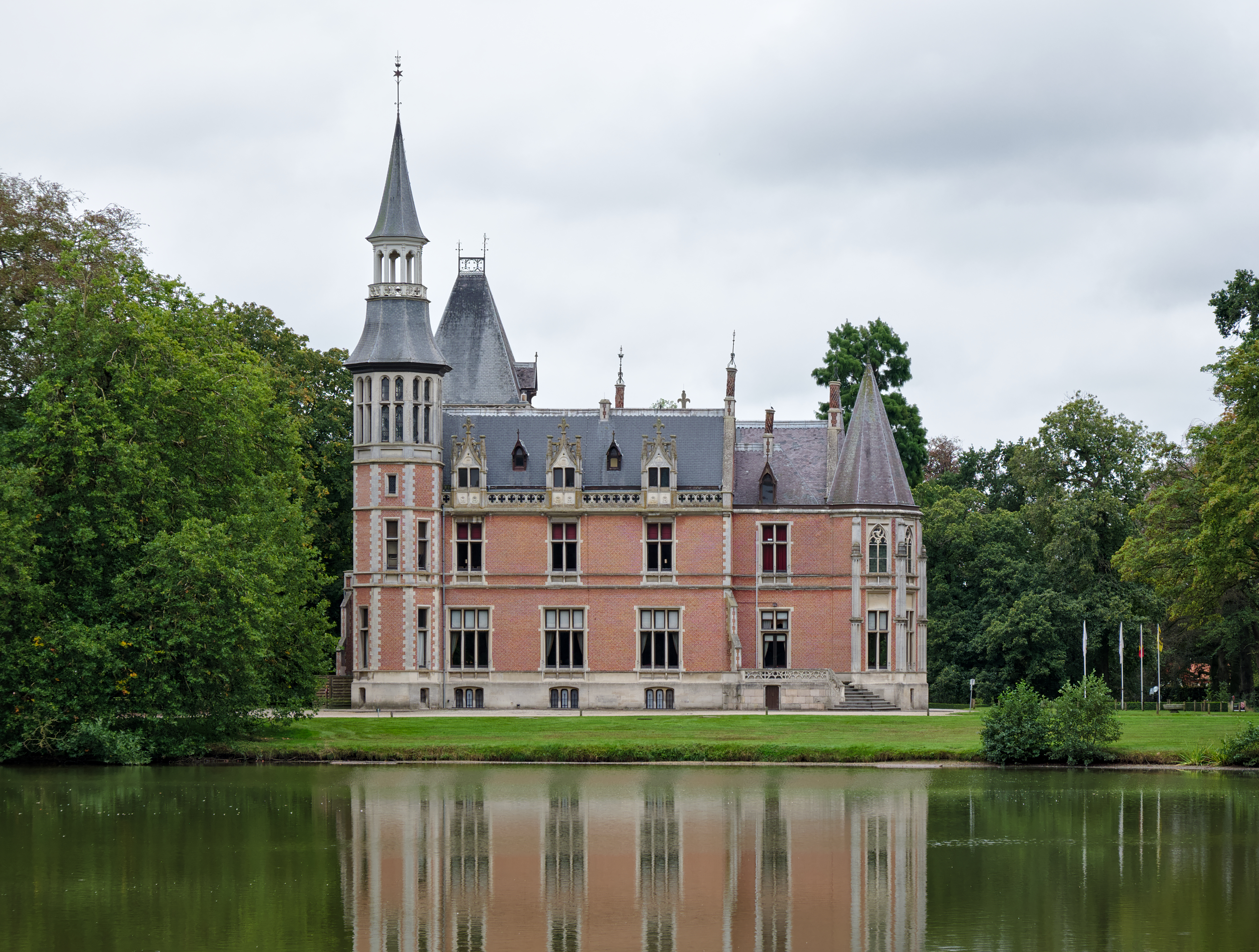
Le château d'Aertrycke

## Curiosités
- La célèbre compétition de marche et d'ultrafond « De Nacht van Vlaanderen » part de et arrive à Thourout.
- Fin juin se tient un marché de chevaux.

## Transports
- Gare de Thourout

## Personnalités
- Jean de Villegas (1803-1876), magistrat, né ici.
- Élisée Reclus (1830-1905), géographe libertaire, décédé ici.
- Karel Steyaert (1882-1961), plus connu sous le nom Karel Van Wijnendaele, journaliste cycliste, né ici.
- Charles De Koninck (1906-1965), philosophe, né ici.
- Aimé Lievens (1911-1976), coureur cycliste, y est né le 6 octobre 1911.
- Oswald Declercq (1934-),  coureur cycliste, y est né le 26 octobre 1934.
- Luc Descheemaeker (nom d'artiste O-Sekoer) (1955-), enseignant, lauréat du 2e concours international Holocauste à Téhéran et ambassadeur culturel mondial de la ville.
- Hilde Crevits (1967-), ministre de la Région flamande (mobilité et travaux publics), domiciliée ici.
- Brahim Attaeb (1984-), chanteur belge, y est né.
- Gustavus Leclercq, ancien doyen des belges, y est décédé[7].

## Sport
- Football : KM Torhout, KVK Torhout (dissout)
- Volley-ball : Rembert Torhout

## Musique
- Rock Werchter (1975-1996)